# Marin Mersenne
Marin Mersenne O.M. (Oizé, 1588. szeptember 8. – Párizs, 1648. szeptember 1.) francia szerzetes, matematikus, fizikus. Minimita szerzetes, René Descartes, Pierre de Fermat és Christiaan Huygens kortársa. Nevét viselik a Mersenne-prímek. Fizikusként a mechanika, akusztika és optika területén végzett tudományos munkákat. Kiadta Eukleidész, Arkhimédész, Pergai Apollóniosz munkáit. A zene történetére fontos a Harmonicorum libri XII. című francia nyelven is megjelent műve.

## Élete
Marin Mersenne egy kisvárosban, Oizé-ben született, szeptember 8-án, egy parasztcsalád gyerekeként. Még ugyanezen a napon megkeresztelték. Fiatalkora óta érdeklődéssel nézte a világot, szeretett tanulni. Miután szülei megteremtették tanulásának anyagi feltételeit, 1604-ben a Collège du Mans tanulója lett, nyelvtant tanult.
21 éves korában, 1609-ben a La Flèche-i jezsuita iskolába iratkozott be, ami akkor az egyik legmodernebb gondolkodású iskolának számított. Itt végzett többek között Descartes is, aki nyolc évvel volt fiatalabb Mersenne-nél, és aki később barátja lett. Ebben az iskolában 1611-ig végzett tanulmányokat a tudomány, filozófia területén.
Mersenne apja azt szerette volna, ha fia a helyi egyházkerületbe került volna, de látva fia tanulásszeretetét, tehetségét, Párizsba küldte tanulni. A Legkisebb Testvérek rendjének kolostorába került. Párizsba érkezve a Collège Royale du France hallgatója lett, folytatta azonban filozófiai tanulmányait is, kiegészítve teológiával, a Sorbonne-on.
Miután befejezte tanulmányait, továbbiakban oktatással foglalkozott. 1611. július 17-én belépett az 1436-ban alapított Legkisebb Testvérek rendjébe, aminek fő tevékenysége a vallásoktatás, a tudományoktatás volt. 1613 júliusában pap lett a Place Royale kolostorban. Az első állása 1614-ben volt, a neversi kolostorban, ahol filozófiát és teológiát tanított a közösség fiataljainak 1618-ig. Ezek egyike volt Hilarion de Coste, későbbi barátja és életrajzírója.
1620-ban visszatért Párizsba, a L'Annonciade kolostorba (ahol Descartes, Étienne Pascal (Blaise Pascal édesapja), Gilles de Roberval és Nicolas-Claude Fabri de Peiresc is tanult), matematikát és zenei ismereteket tanulni. 1618-tól a párizsi Place Royale kolostor vezetője lett egészen a haláláig, 1648-ig. Életének ebben az időszakában, Párizsban a matematikai problémák játszottak jelentős szerepet. Nagyon korán kapcsolatot létesített fontos tudósokkal, akikkel gyakran találkozott, megvitatták az elméleti tanokat is. A kolostorban összejöveteleket szervezett, melyeken megvitattak könyveket, tanokat és minden olyan kérdést, ami akkor a tudóstársadalmat foglalkoztatta.
1623-ban publikált először, egy értekezést a franciaországi titokzatos tudományok misztikus tanaival, az ateizmussal és szkepticizmussal szemben (Quaestiones celeberrimae in Genesim, 1623). Folytatta teológiai írásait, melyben meg akarta cáfolni a mágiát, és annak ellenére, hogy szerzetestársai ellenezték ezt, megjelentette L'Impieté des déistes... (1624), La Vérité des sciences... (1625) című műveit, ami akkor a jezsuita tanokkal ellentétes volt. Ekkor találkozott Pierre Gassendivel, aki megjegyzéseket fűzött a könyvhöz, és aki később elválaszthatatlan barátja lett. Ebben az időszakban Mersenne teológiai alapokon kritizálta Descartes-ot és Galileo Galileit is.
Az 1620-as években Mersenne mint vallásos témájú írások szerzője, Arisztotelész filozófiájának védelmezője volt ismert Párizsban. 1620 elején még elutasította Galilei nézeteit, azonban 1630 elején már lelkes támogatója volt. Mersenne kezdettől úgy vélte, hogy a vallás és a tudomány jól megfér egymás mellett, a tudomány ismerete érdekelte őt.
Ekkor lett Mersenne az európai tudósok koordinátora is.
A matematika volt az a terület, amiben a legnagyobb mértékben elmélyült, hitte, enélkül a tudomány sem létezhet. Egyike volt azoknak, aki a tudomány minden területét a matematikára vezették vissza, a többi területet is matematikai alapokon próbálta megmagyarázni. Mersenne a kört, mint geometriai alakzatot is tanulmányozta, melyet a Quaestiones in Genesim (1623), Synopsis mathematica (1626) és Questions inouyes (1634) című műveiben írt le.
1636-ban megmérte a hang terjedési sebességét. A számelmélettel is foglalkozott, a nevét őrzik a 2n ‒ 1 alakú, ún. Mersenne-prímszámok. 1996-ban indult egy program, a Nagy Internetes Mersenne-prím Keresés (Great Internet Mersenne Prime Search, GIMPS), melyben több százezer személyi komputeren fut a kliensprogram, a kutatásban bárki részt vehet.
1623-tól kezdve tudatosan találkozott különböző tudósokkal a párizsi kolostorban, vagy levelezett velük Európában, még Konstantinápolyban és Erdélyben is. A tudományos levelezésekben az egyes új tanokról, felfedezésekről, a tudósok által végzett kísérletekről tájékoztatta tudóstársait is. A személyes találkozókon illetve levelezőtársai között a kor jelentős tudósai szerepeltek. A tudósokat számontartotta és figyelte, ápolta ezeket a kapcsolatokat, amikor lehetősége volt rá, akkor elutazott hozzájuk Európa bármely területére. Modern hírmondó volt a tudomány területén.
Mersenne komolyan érdeklődött a zene iránt, zenei tanulmányokat is folytatott. 1627-ben írta meg az egyik ezzel a témával foglalkozó jelentős művét L'harmonie universelle címmel. Mersenne foglalkozott a permutáció és kombináció fogalmával is. Ennek egyik megnyilvánulása volt a zenei tartalmú könyvében, a Book Six of Harmonie universelle (1636)-ben leírtak, ahol Mersenne hat hangjegy variációval foglalkozott. Elsőként fogalmazta meg tapasztalati úton a húr rezonanciájára vonatkozó törvényt: a kifeszített húr rezgésszáma arányos a feszítő erő négyzetgyökével, fordítva arányos a húr hosszával s a húr keresztmetszetének és sűrűségének szorzatából vont négyzetgyökkel. Tapasztalatait 100 évvel később Taylor elméleti úton is igazolta.
1627 és 1634 között átmeneti időszak következett életében. Hollandiába utazott 1629-1630 között. A fő indoka ennek az utazásnak az volt, hogy a betegségét kezeltesse az ottani gyógyfürdők vizével, de alkalmat keresett arra is, hogy találkozzon az ottani tudósokkal is. 1644 októberében Provence-ba és Olaszországba utazott, találkozott Evangelista Torricellivel, megismerkedett annak barométerével. 1646-ban Bordeaux-ba utazott, a tudományos élet szereplőivel itt sem mulasztotta el a találkozást. 1647-ben érkezett vissza Párizsba.
Utolsó négy évében Mersenne sok időt töltött a barométer vizsgálatával. Meghatározta a levegő sűrűségét, úgy találta, hogy ez kb. 1/19-ed mértékű a vízhez képest.
1648 júliusában, Descartes-tal való találkozása után Mersenne beteg lett, és ezt sohasem heverte ki. Barátja, Gassendi végig mellette maradt a betegsége alatt, egészen Mersenne haláláig.
Mersenne halála után kerültek elő azok a levelek a kolostori cellájából, melyet 78 különböző hírességgel folytatott, köztük olyan személyekkel, mint Pierre de Fermat, Christiaan Huygens, Galileo Galilei és Evangelista Torricelli.
Mersenne támogatta a természettudományokat. Életének legfontosabb szerepe az, hogy talán ő volt az egyetlen olyan személy, aki összekötő kapocs volt az európai természettudósok és filozófusok között, aki rendszeresen találkozott velük, és hosszú levelekben tájékoztatta őket a tudomány és a filozófia területén történtekről. (köztük Descartes, Pierre de Fermat, Blaise Pascal, Galileo Galilei). Az elterjedt mondás szerint: „Mersenne tudomására hozni valamit annyit jelent, mint egész Európa tudomására hozni”.

## Fő munkái
- Euclidis elementorum libri (1626)
- Traité de l'harmonie universelle (1627)
- Les Mécaniques de Galilée (1634)
- Questions inouies ou recreations des savants (1634)
- Questions théologiques, physiques (1634)
- Nouvelles découvertes de Galilée (1639)
- Cogitata physico-mathematica (1644)
- Universae geometriae synopsis (1644)